# Yik'in Chan K'awiil
Yik'in Chan K'awiil (K'awiil l'Enfosquidor del Cel fl. 734 – c. 766) fou el vint-i-sisé governant de Tikal. Regnà en aquesta ciutat estat des de 734 fins al voltant de 746 de. Yik'in Chan K'awiil fou un dels més prestigiosos reis de Tikal. Abans dels avanços en el desxiframent de l'escriptura maia era conegut com a Governant B.

## Vida
Yik'in Chan K'awiil fou identificat per epigrafistes maianistes com el governant 27 en la successió dinàstica de Tikal. La seua esposa era Shana'Kin Yaxchel Pacal (o Gaig Verd a la Paret) de Lakamha.
Yik'in Chan K'awiil fou un dels governants més expansionistes de Tikal: consolidà les conquestes polítiques guanyades pel seu pare Jasaw Chan K'awiil I.
Yik'in K'awiil conquerí Calakmul el 736 així com dos aliats de Calakmul el 743 i 744. Amb les conquestes del Perú a l'est i El Naranjo a l'oest destruí el vincle de poder que havia dominat l'àrea.
Durant el seu regnat es feren moltes obres de construcció a la ciutat de Tikal. Moltes de les estructures arquitectòniques encarregades o fetes sota la seua direcció encara són dempeus. Abans que els avanços en el desxiframent de l'escriptura maia revelaren el seu nom, era conegut com el "Governant B" de Tikal pels investigadors.
No se sap exactament on és la seua tomba, però els forts paral·lelismes arqueològics entre la Tomba 116 (la tomba de son pare) i la Tomba 196, situada en una diminutiva piràmide immediatament al sud del Temple II, coneguda com a Estructura 5D-73, suggereix que aquesta podria ser la tomba de Yik'in Chan Kawiil. Altres possibles candidats santuaris funeraris són el Temple IV i Temple VI.